# Nymphocoris
Nymphocoris is een geslacht van wantsen uit de familie van de Aenictopecheidae. Het geslacht werd voor het eerst wetenschappelijk beschreven door Woodward in 1956.

## Soorten
Het genus bevat de volgende soorten:

- Nymphocoris hilli Stys, 1988
- Nymphocoris maoricus Woodward, 1956